# Florichisme venosa
Florichisme venosa är en insektsart som först beskrevs av Ernst Friedrich Germar 1830.  Florichisme venosa ingår i släktet Florichisme och familjen lyktstritar. Inga underarter finns listade i Catalogue of Life.